# 克罗西
克罗西（法語：Crocy，法語發音：[kʁɔsi] ⓘ）是法国卡尔瓦多斯省的一个市镇，属于卡昂区。

## 地理
克罗西（48°52'48"N, 0°3'55"W）面积10.07 平方千米，位于法国诺曼底大区卡爾瓦多斯省，该省份为法国西北部沿海省份，北濒大西洋英吉利海峡，东北与滨海塞纳省以海上边界相接，东临厄尔省，南至奧恩省，西与芒什省接壤。
与克罗西接壤的市镇（或旧市镇、城区）包括：博迈、富尔什、勒马赖拉沙佩勒、欧日地区莱穆捷、佩尔特维尔内尔、梅里、奥穆瓦。

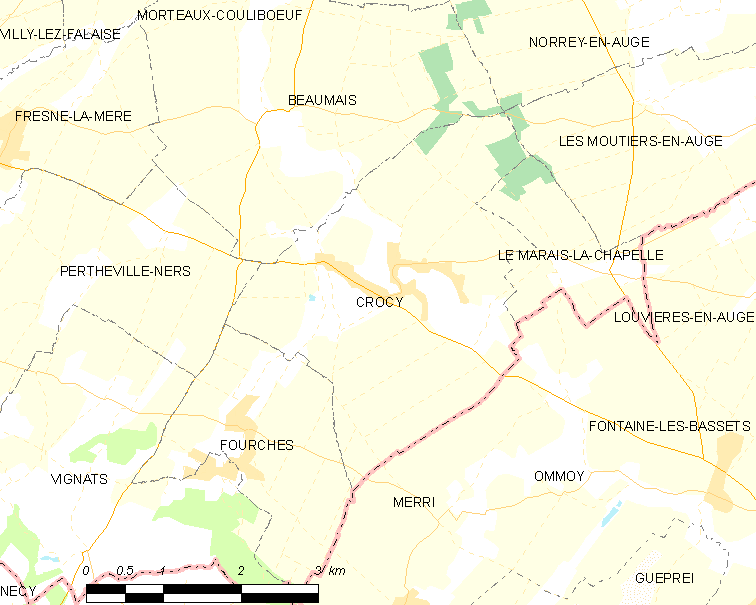
克罗西的OSM定位图

克罗西的时区为UTC+01:00、UTC+02:00（夏令时）。

## 行政
克罗西的邮政编码为14620，INSEE市镇编码为14206。

## 政治
克罗西所属的省级选区为法莱斯县。

## 人口

1962-2008年间克罗西人口变化图示

克罗西于2022年1月1日时的人口数量为287人。